# پیترزبورگ (ویرجینیا)
پیترزبورگ (به انگلیسی: Petersburg) شهری در ایالت ویرجینیا کشور ایالات متحده آمریکا است که جمعیت آن در سرشماری سال ۲۰۱۰ میلادی، ۳۲٬۴۲۰ نفر بوده‌است.